# Smolanowci
Smolanowci (bułg. Смоляновци) – wieś w Bułgarii, w obwodzie Montana, w gminie Montana. Według danych szacunkowych Ujednoliconego Systemu Ewidencji Ludności oraz Usług Administracyjnych dla Ludności, 15 września 2023 roku miejscowość liczyła 815 mieszkańców.
Na terenie wsi znajduje się chroniony obszar Sto owci, w której znajduje się momumentalna formacja skalna.